# Supercupa Suediei
Supercupa Suediei (în suedeză Svenska Supercupen) este competiția fotbalistică de supercupă din Suedia, disputată anual între campioana din Allsvenskan și câștigătoarea Cupei Suediei.

## Ediții
| An   | Câștigătoare | Scor              | Finalistă    |
| ---- | ------------ | ----------------- | ------------ |
| 2007 | Elfsborg     | 1 - 0             | Helsingborgs |
| 2008 | Göteborg     | 3 - 1             | Kalmar       |
| 2009 | Kalmar       | 1 - 0             | Göteborg     |
| 2010 | AIK Solna    | 1 - 0             | Göteborg     |
| 2011 | Helsingborgs | 2 - 1             | Malmö        |
| 2012 | Helsingborgs | 2 - 0             | AIK Solna    |
| 2013 | Malmö        | 3 - 2             | Göteborg     |
| 2014 | Malmö        | 2 - 2 (pen.5 - 4) | Elfsborg     |
| 2015 | Norrköping   | 3 - 0             | Göteborg     |

## Performanță după club
| Club Sportiv | Câștigători | Anii       | Finalistă | Anii pierdanți         |
| ------------ | ----------- | ---------- | --------- | ---------------------- |
| Helsingborgs | 2           | 2011, 2012 | 1         | 2007                   |
| Malmö        | 2           | 2013, 2014 | 1         | 2011                   |
| Göteborg     | 1           | 2008       | 4         | 2009, 2010, 2013, 2015 |
| Elfsborg     | 1           | 2007       | 1         | 2014                   |
| Kalmar       | 1           | 2009       | 1         | 2008                   |
| AIK Solna    | 1           | 2010       | 1         | 2012                   |
| Norrköping   | 1           | 2015       | -         |                        |